# 祖父江伸如
祖父江 伸如（そぶえ のぶゆき、1981年5月29日 - ）は、日本の俳優。劇団リリパットアーミーII所属。血液型はA型。

## 人物
大阪府出身。劇団の入団オーディションで最も不合格になった記録の保持者で、劇団員である上田宏・谷川未佳と同じく2002年のWSによるオーディションを受けるが、不合格に。その後もオーディションを受けるものの不合格になるが、遂に当時の劇団員がその熱意に負け、入団。
日本拳法を嗜んでおり、鍛えすぎて衣裳のスーツに腕が入らなくなることも。自身も筋力トレーニングを趣味としてあげている。

## 出演

### 舞台
- ラックシステム15周年記念公演第一弾 『お弔い』
- ラックシステム15周年記念公演第二弾 『お祝い』
- あさの@しょーいち堂 『どくろ2〜RYDEEN〜』
- ラックシステム15周年記念公演第三弾　『お代り』
- 美津乃あわ一人芝居 『ぬくい女』（黒子）
- MousePiece-ree 『英雄魂』（協力）
- リリパットアーミーII 25周年記念公演第一弾 『罪と、罪なき罪』
- あさの@しょーいち堂プレゼンツ 『どくろ3 パンドラの匣』
- リリパットアーミーII 25周年記念公演第二弾 『kisses』
- リリパットアーミーII 25周年記念公演第三弾 『音楽の時間』
- リリパットアーミーII アトリエ公演 『国語の時間』
- ラックシステム新春公演 『体育の時間』

## 関連人物
- リリパットアーミーII
- わかぎゑふ
- 朝深大介
- コング桑田
- 生田朗子
- 野田晋市
- 千田訓子
- 上田 宏
- 谷川未佳
- 福井千夏